# 녹색연쇄상구균

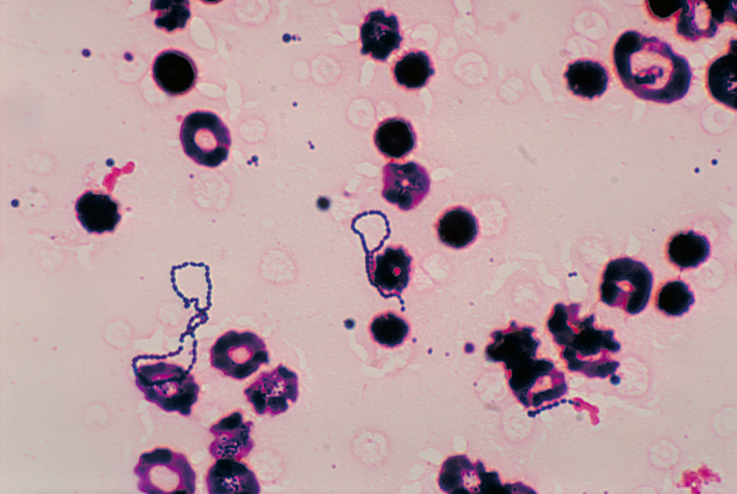

녹색연쇄상구균(Viridans streptococci)은 편리 공생 연쇄상구균 그람 양성균 종들의 큰 그룹이다. 연쇄상구균과, 젖산균, 구균, 후벽균, 세균에 속한다.
이 종들은 랜스필드 항원을 보유하고 있지 않다. 일반적으로 병원성은 낮은 편이다.